# Municipio de West Bay
El municipio de West Bay (en inglés, West Bay Township) es un municipio del condado de Benson, Dakota del Norte, Estados Unidos. Tiene una población estimada, a mediados de 2024, de 33 habitantes.

## Geografía
Está ubicado en las coordenadas 48°3′22″N 99°16′2″O / 48.05611, -99.26722. Según la Oficina del Censo, tiene una superficie total de 91.31 km², de los cuales 90.87 km² corresponden a tierra firme y 0.54 km² están cubiertos de agua.

## Demografía
Según el censo de 2020, en ese momento había 35 personas residiendo en la zona. La densidad de población era de 0.39 hab./km². La totalidad de los habitantes eran blancos. No había hispanos o latinos viviendo en la región.